# Letohrádek Mitrovských
Letohrádek Mitrovských je pozdně barokní zámeček nacházející se při Veletržní ulici nedaleko od hlavního vchodu do veletržního areálu. Jeho Pozemek se nachází na území brněnské městské části Brno-střed, v katastrálním území Staré Brno.

## Historie

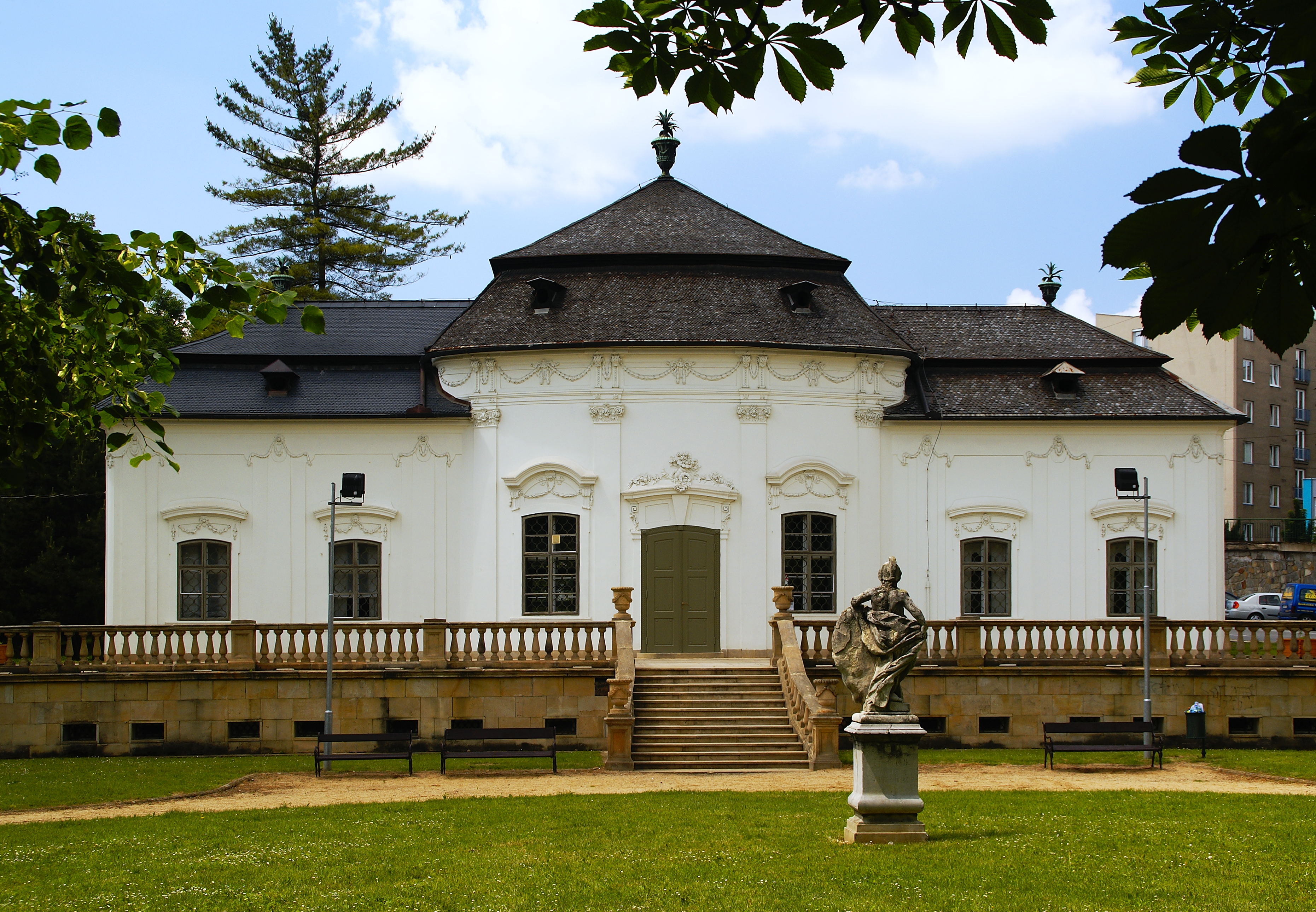
Letohrádek Mitrovských v letních měsících

Roku 1779 ho nechal postavit jako letní odpočinkové sídlo rodiny hrabě Antonín Arnošt Mitrovský. Letohrádek v klasicistním stylu Ludvíka XVI. byl postaven na Starém Brně v zahradě nedaleko břehu Svratky pod svahem Žlutého kopce, asi 500 m od Starobrněnského kláštera. Realizace stavby byla dokončena roku 1794. V rozsáhlé zahradě kolem letohrádku byla rovněž oranžérie a skleník pro pěstování ananasů.
Po bitvě u Slavkova v letohrádku údajně přespal Napoleon Bonaparte (tato informace však není podložená).
Hrabě Antonín Arnošt Mitrovský se narodil v Banské Štiavnici. Byl příslušníkem uherské větve rodu. Rod však pochází z Nemyšle u Mitrovic. Sloužil v císařské armádě a po zranění roku 1778 se natrvalo usadil v Brně. Podílel se na umírněném osvícenství, byl mecenášem školství, sbíral umělecká díla a působil v zednářské lóži.
V 19. století byly v okolí letohrádku postupně vybudovány obytné budovy i průmyslové objekty (koksárna). Budovu od 19. století vlastní město Brno.

## 20. století a současnost
V době druhé světové války byla v budově letohrádku zřízena mateřská škola. V letech 1978–1987 byla provedena generální rekonstrukce a byla přistavěna technická a sanitární část skrytá pod terasou před letohrádkem. V roce 1988 převzalo letohrádek Muzeum města Brna, dnes je pronajatý soukromníkem.
V současnosti se zde konají výstavy, koncerty, doprovodné akce k veletrhům, ale také svatby a jiné společenské akce.